# Supernova di tipo Ia

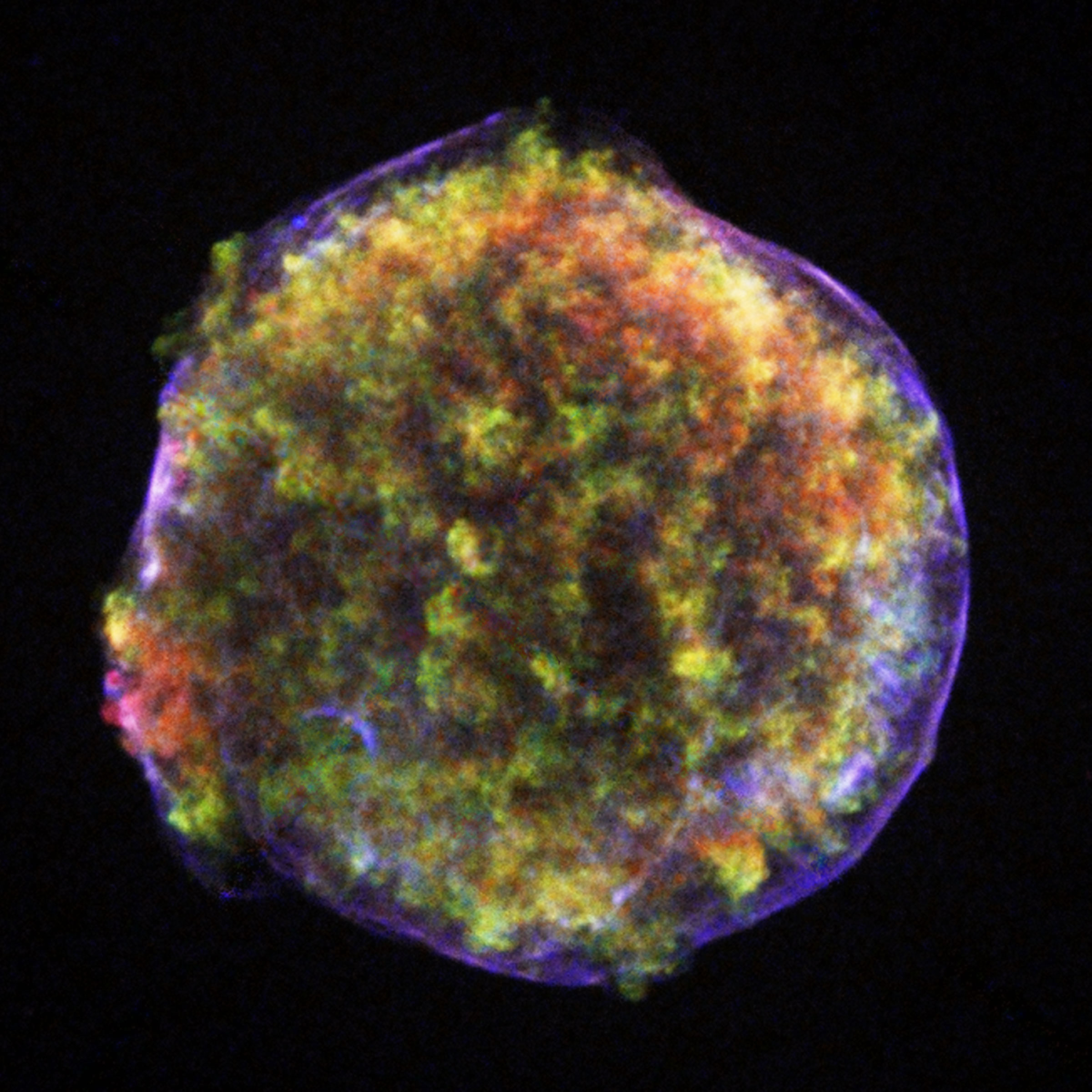
Immagine nei raggi X del resto della Supernova 1572 (la Nova di Tycho), una supernova di tipo Ia osservata nel 1572 dall'astronomo danese Tycho Brahe. (credit: ASA/CXC/Rutgers/J. Warren, J.Hughes et al.)

Una supernova di tipo Ia è una tipologia di supernova originata dall'esplosione di una nana bianca. Una nana bianca è ciò che resta di una stella di massa medio-piccola che ha completato il suo ciclo vitale e al cui interno la fusione nucleare è cessata; tuttavia, le nane bianche al carbonio-ossigeno, le più comuni dell'Universo, sono in grado, se le loro temperature salgono a sufficienza, di far perdurare le reazioni di fusione, che rilasciano una gran quantità di energia.
Da un punto di vista fisico, le nane bianche a lenta rotazione possiedono una massa limite, definita limite di Chandrasekhar, che equivale a circa 1,44 masse solari (M☉). Questa è la massa più elevata che può essere supportata dalla pressione esercitata dagli elettroni degenerati; oltre questo limite le nane bianche tendono a collassare. Se una nana bianca aumenta gradualmente la propria massa accrescendola da una compagna in un sistema binario, si ritiene che, nel momento in cui si approssima al limite, il suo nucleo possa raggiungere la temperatura richiesta per la fusione del carbonio. Se la nana bianca si fonde poi con un'altra stella (un evento in realtà molto raro), essa potrebbe persino superare il limite e iniziare a collassare, riaumentando la temperatura fino al punto di fusione. Entro pochi secondi dall'inizio della fusione, una sostanziale frazione della materia della nana bianca subisce una reazione termonucleare incontrollata che rilascia un'energia sufficiente (1-2 × 1044 J) a disgregare la stella in una violenta esplosione.
Questa categoria di supernovae produce un picco notevole di luminosità assoluta, che si presenta pressoché simile in tutte le esplosioni di questo tipo a causa della relativa uniformità delle masse delle nane bianche che esplodono in seguito ai processi di accrescimento. Per tale ragione le supernovae di tipo Ia sono utilizzate come candele standard per misurare la distanza della loro galassia ospitante, poiché la loro magnitudine apparente dipende quasi esclusivamente dalla distanza a cui si trovano.

## Modelli fisici
La tipologia Ia (uno a) è una sottocategoria della classificazione delle supernovae formulata dall'astronomo statunitense Rudolph Minkowski e dall'astronomo svizzero Fritz Zwicky.
I differenti scenari che possono condurre alla formazione di una supernova di questo tipo condividono un medesimo meccanismo di base. Quando una nana bianca al carbonio-ossigeno in lenta rotazione accresce materia a partire da un'altra stella, essa non può superare il limite imposto dalla massa di Chandrasekhar, dal momento che gli elettroni degenerati non sarebbero più in grado di sorreggere la massa stessa dell'oggetto compatto; quest'ultimo, in mancanza di un meccanismo di compenso, collassa in una stella di neutroni, fenomeno che normalmente si verifica nel caso di una nana bianca composta essenzialmente di magnesio, neon e ossigeno.
Gli astronomi che si occupano di formulare dei modelli sulle esplosioni delle supernovae di tipo Ia convengono però sul fatto che tale limite non venga mai realmente raggiunto, sicché il collasso non avrebbe mai inizio; tuttavia, l'incremento di pressione e densità dovuto all'aumento di massa determina un rialzo della temperatura del nucleo della nana bianca; quando quest'ultima si avvicina al 99% del limite di Chandrasekhar, si attuano dei moti di convezione, che durano per circa un migliaio di anni. Ad un certo punto di questa fase, si innesca un fronte di combustione potenziato dalla fusione del carbonio (detonazione del carbonio); i dettagli di questo fenomeno sono sconosciuti, compresi l'esatta localizzazione del fronte e i punti da cui questo ha origine. Poco dopo si innesca anche la fusione dell'ossigeno, che procede a ritmi inferiori a quella del carbonio.
Non appena ha avuto inizio la fusione, la temperatura interna della nana bianca subisce un ulteriore incremento. Se una normale stella, per effetto della pressione termica, tende a espandersi e raffreddarsi per controbilanciare un incremento di temperatura, in una nana bianca la pressione degli elettroni degeneri è indipendente dalla temperatura; ne consegue che la nana bianca non è in grado di regolare i processi termonucleari come fanno le stelle normali, risultando vulnerabile al runaway termico. Le reazioni subiscono un'accelerazione drammatica, in parte dovuta all'instabilità di Rayleigh-Taylor e alle interazioni con le turbolenze interne. È ancora materia di vivace dibattito se questo fronte di combustione si trasformi da una deflagrazione subsonica in una detonazione supersonica.

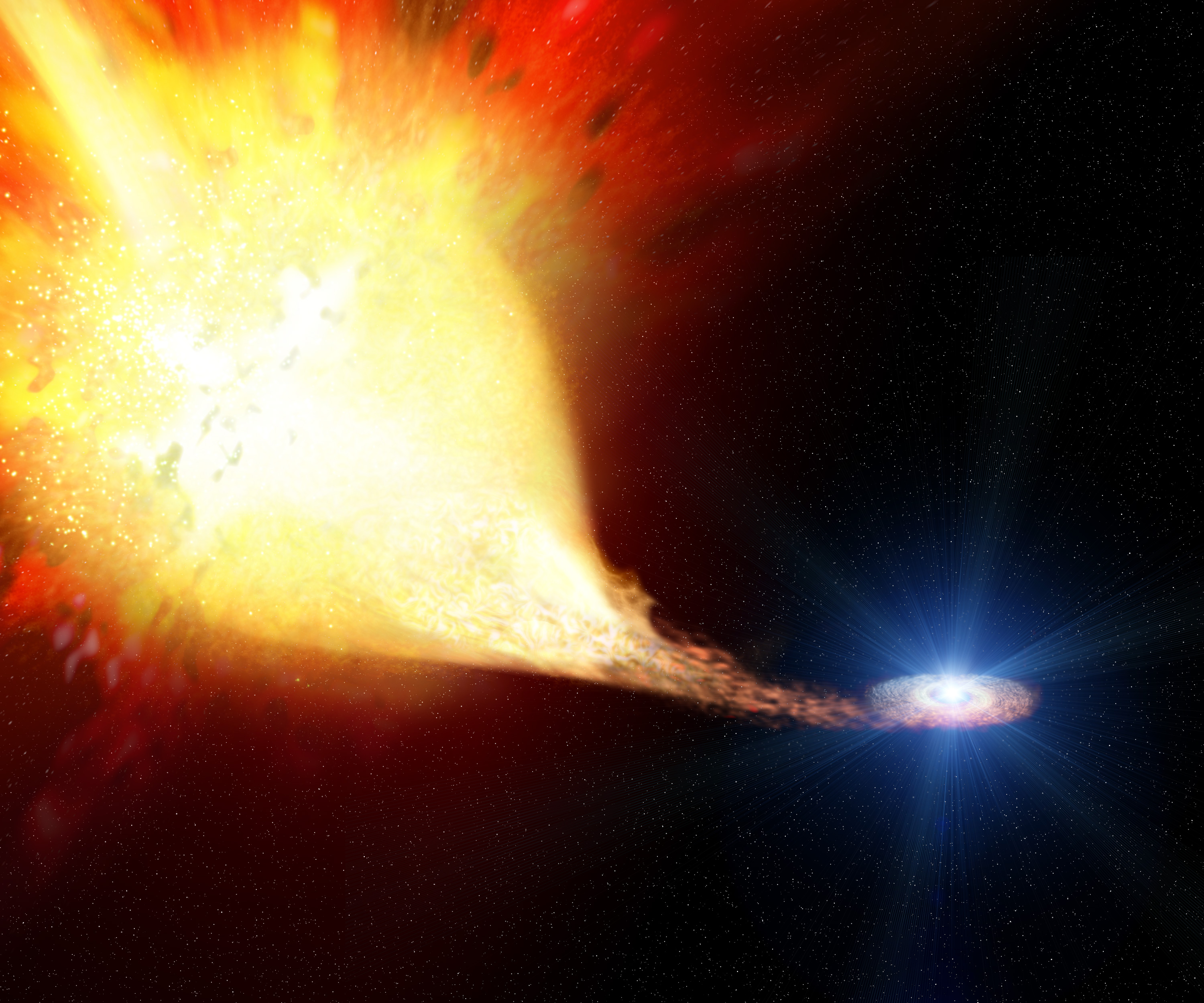
Rappresentazione artistica del trasferimento di massa da una gigante rossa a una nana bianca, circondata da un disco di accrescimento.

Senza indulgere nei dettagli dei processi nucleari, è generalmente accettato che una sostanziale frazione del carbonio e dell'ossigeno venga convertito in elementi più pesanti in appena pochi secondi, innalzando la temperatura del nucleo fino a miliardi di kelvin. L'energia rilasciata dalla fusione (1–2 × 1044 J) è più che sufficiente a determinare lo smembramento della stella; la violenta esplosione rilascia un'onda d'urto che viaggia ad una velocità compresa tra 5.000 e 20.000 km/s, circa il 6% della velocità della luce. L'energia rilasciata durante l'esplosione determina anche un enorme aumento della luminosità; una tipica supernova di tipo Ia raggiunge valori di magnitudine assoluta pari a −19,3, quasi 5 miliardi di volte più brillante del Sole, con minime variazioni tra una supernova e l'altra. Il fatto che l'eventuale stella di neutroni originata dalla supernova resti vincolata alla compagna o meno dipende dal quantitativo di materia espulsa nel resto di supernova e dalla velocità a cui essa è stata espulsa.
I meccanismi che portano all'esplosione di una supernova di tipo Ia sono simili a quelli che innescano le novae, variabili cataclismiche in cui la nana bianca accresce materia da una stella compagna ad un tasso inferiore e non raggiunge il limite di Chandrasekhar. Nelle novae, la materia in caduta sulla superficie della nana bianca subisce un rialzo termico tale da innescare la fusione dell'idrogeno, che causa un'esplosione superficiale che però non è in grado di distruggere la nana bianca.
Le supernovae di tipo Ia differiscono dalle supernovae a collasso nucleare per il fatto che l'esplosione di queste ultime è la conseguenza del collasso del nucleo di una stella massiccia.

## Scenari evolutivi

Sequenza di immagini che mostra l'evoluzione di una binaria stretta e la sua esplosione in supernova.

Diversi modelli sono stati proposti per spiegare la formazione di una supernova di tipo Ia. Uno di questi è costituito dall'evoluzione di un sistema binario stretto. Il sistema è inizialmente costituito da due stelle di sequenza principale, con la componente primaria lievemente più massiccia della secondaria; possedendo una massa superiore, la primaria subisce un'evoluzione più rapida, giungendo per prima alla fase di gigante del ramo asintotico, stadio in cui il volume della stella si espande enormemente rispetto a quello posseduto quando essa si trovava all'interno della sequenza principale. Se le due stelle sono sufficientemente vicine da condividere un comune involucro di gas esterno, la primaria può perdere una significativa frazione della sua massa, cedendo inoltre una certa quantità di momento angolare, che causa un decadimento della sua orbita che si riflette in una riduzione del semiasse maggiore e del periodo di rivoluzione, determinando un avvicinamento delle due stelle. La componente primaria infine espelle i suoi strati più esterni in una nebulosa planetaria, mentre il nucleo collassa in una tenue nana bianca.

In un secondo momento anche la componente secondaria inizia ad affrontare la fase post-sequenza principale, espandendosi in gigante rossa e inglobando la nana bianca. In questa fase, le due stelle condividono nuovamente un comune involucro gassoso e continuano ad avvicinarsi man mano che perdono momento angolare; il risultato sarà un'orbita così stretta che essa potrà essere completata in poche ore. Durante questa fase si attivano dei meccanismi di trasferimento di massa dalla gigante verso la nana bianca; se questo meccanismo dura per un tempo sufficiente, la nana bianca può avvicinarsi alla massa limite di Chandrasekhar, pari a circa 1,44 M☉. La durata del trasferimento di materia dalla secondaria alla nana bianca può durare per alcuni milioni di anni (durante i quali può andare incontro a ripetute esplosioni di nova) prima che si raggiungano le condizioni idonee all'esplosione in supernova di tipo Ia.

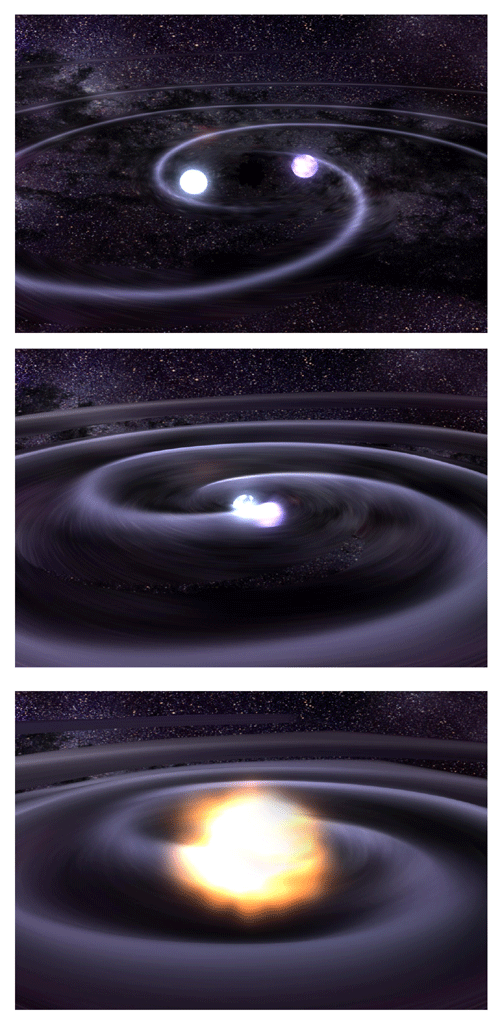
Sequenza che mostra le diverse fasi della collisione tra due nane bianche. NASA

La nana bianca può sottrarre materia anche da compagne appartenenti non necessariamente alla tipologia delle giganti, come le subgiganti o persino, se l'orbita è sufficientemente stretta, da una stella di sequenza principale. I processi realmente in atto durante la fase di accrescimento rimangono oggetto di incertezze, dal momento che dipendono sia dal tasso di accrescimento della materia sia dal trasferimento di momento angolare verso la nana bianca.
Un secondo possibile meccanismo, anche se meno probabile, è costituito dalla fusione di due nane bianche le cui masse, sommate, eccedono la massa di Chandrasekhar. Inizialmente le due nane bianche si trovano ad una distanza piuttosto piccola l'una dall'altra. Nel corso di migliaia di anni, l'orbita delle due stelle attorno al comune baricentro inizia a restringersi e a decadere a causa della progressiva perdita di momento angolare, dovuta sia alle interazioni magnetiche tra le due stelle e le loro atmosfere, sia all'emissione di onde gravitazionali. La progressiva diminuzione dell'ampiezza dell'orbita e il conseguente aumento dell'attrazione gravitazionale tra le due componenti provoca lo smembramento di una delle due nane bianche; il processo di rottura è estremamente complesso e porterebbe alla formazione di un disco di plasma quasi degenere in orbita attorno alla nana superstite. Man mano che perdono il loro momento angolare, le particelle del disco precipitano sulla superficie della nana superstite, accrescendone la massa; il superamento della massa di Chandrasekhar comporta il collasso della nana bianca e la successiva esplosione. Tale ipotesi è stata formulata per spiegare l'anomala massa (2 M☉) del progenitore di SN 2003fg.
Le collisioni tra le singole stelle all'interno della nostra galassia sono un evento piuttosto raro, con una cadenza stimata in una ogni 107-1013 anni, di gran lunga meno frequente della comparsa delle novae; la frequenza di simili eventi incrementa tuttavia in regioni a densità stellare particolarmente elevata, come le regioni centrali degli ammassi globulari, conducendo alla formazione di un particolare tipo stellare noto come vagabonda blu (blue straggler). Per quanto riguarda le nane bianche, un probabile scenario è costituito dalla collisione tra una singola nana bianca e una stella binaria oppure tra due binarie contenenti delle nane bianche; il risultato è la formazione di una binaria stretta di nane bianche, che, secondo le modalità sopra esposte, può fondersi e dar luogo all'esplosione.
A dispetto degli altri tipi di supernovae, le supernovae di tipo Ia generalmente sono ospitate in tutti i tipi di galassia, comprese le ellittiche, non mostrando preferenze per particolari regioni galattiche.

## Spettri e curve di luce

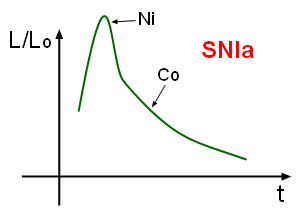
La caratteristica curva di luce di una supernova di tipo Ia. Il picco è principalmente dovuto al decadimento del nichel (Ni), mentre la fase successiva è potenziata dal cobalto (Co).

Lo spettro di SN 1998aq, una supernova di tipo Ia, un giorno dopo il massimo di luminosità nella banda B.

Le supernovae di tipo Ia possiedono delle caratteristiche curve di luce, vale a dire dei grafici che mostrano il variare della luminosità in funzione del tempo trascorso dall'esplosione. In corrispondenza del massimo di luminosità, lo spettro mostra le linee degli elementi di massa intermedia compresi tra l'ossigeno e il calcio, che sono i principali costituenti degli strati più esterni della nana bianca. Diversi mesi dopo l'esplosione, quando questi strati si sono espansi fino a divenire trasparenti, lo spettro è dominato dalle linee degli elementi presenti in profondità, sintetizzati durante l'esplosione, per la gran parte isotopi di massa atomica 56 e numero atomico differente (appartenenti al picco del ferro), che vanno incontro a decadimento radioattivo. Il decadimento del nichel-56 in cobalto-56 e di quest'ultimo in ferro-56 produce fotoni ad alta energia che dominano l'emissione energetica del materiale espulso per scale temporali medio-lunghe.
La somiglianza nei profili di luminosità assoluta di quasi tutte le supernovae di tipo Ia conosciute le rende utilizzabili come candele standard secondarie. La causa di tale uniformità nella curva luminosa è oggetto di speculazioni.
Fu proprio l'osservazione di alcune supernovae di tipo Ia distanti, nel 1998, a mostrare che, sorprendentemente, l'universo sembrava soggetto ad un'espansione accelerata.